# New Zealand State Highway 45
Der New Zealand State Highway 45 (State Highway 45 oder in Kurzform SH 45, auch „Surf Highway“ genannt) ist eine Fernstraße von nationalem Rang auf der Nordinsel von Neuseeland.

## Geographie
Die Fernstraße besitzt eine Länge von 105 km und verbindet die Stadt New Plymouth des New Plymouth Districts mit der Stadt Hawera, die sich im South Taranaki District befindet. Der Highway beschreibt auf seiner Route einen Halbkreis in Richtung Westen, in dessen Mittelpunkt sich der Mount Taranaki im Zentrum des Egmont National Parks befindet.
Da es mit der rund 64 km langen Strecke über den New Zealand State Highway 3 zwischen New Plymouth und Hawera eine deutlich kürzere Verbindung gibt, wird der SH 45 hauptsächlich von Einheimischen und Touristen befahren. Etwa 1,5 Stunden sind für die Strecke mit dem Pkw erforderlich.

## Streckenführung
- Km 0: New Plymouth (Abzweig vom SH 3)
- Km 10: Omata
- Km 15: Oakura, Surfstrand
- Km 20: Tataraimaka
- Km 23: Okato, die Komene Beach bietet die Möglichkeit zur Beobachtung von Wasservögeln
- Km 27: Puniho
- Km 30: Warea
- Km 36: Pungarehu, Abzweig zum Cape Egmont Lighthouse
- Km 43: Rahotu
- Km 50: Oaonui, Surfstrand
- Km 63: Ōpunake, entlang des Surf Highway vor Hawera die größte Ansiedelung, Abzweigung zur südlichen Zufahrt zum Mt. Taranaki
- Km 71: Pihama
- Km 78: Oeo
- Km 84: Otakeho
- Km 89: Kaupokonui
- Km 94: Manaia
- Km 101: Tokaora
- Km 105: Hawera[1]

Nur Oakura und Ōpunake haben Siedlungsstruktur, die anderen Orte, teils auch etwas abseits des SH 45 gelegen, sind eher Anhäufungen von Häusern. Besonders in der Nähe von Stränden entlang der Strecke sind aber touristische Infrastrukturen vorhanden und B & B-Unterkünfte gibt es in fast allen Orten.

## Windsurfen
Seinen Namen verdankt der Highway den sehr guten Surfstränden entlang der Küstenlinie. Durch seinen Bogenverlauf bietet der Highway bei fast jeder Windrichtung eine gute Gelegenheit für diese Sportart.